# Miłość. Nie przeszkadzać!
Miłość. Nie przeszkadzać! (ang. Priceless, franc. Hors de prix) – francuska komedia romantyczna z 2006, reżyserii Pierre Salvadori.

## Obsada
- Gad Elmaleh jako Jean
- Audrey Tautou jako Irène
- Marie-Christine Adam jako Madeleine
- Vernon Dobtcheff jako Jacques
- Jacques Spiesser jako Gilles
- Annelise Hesme jako Agnès